# ドーベルマン刑事のエピソード一覧
ドーベルマン刑事のエピソード一覧は、1975年（昭和50年）39号より1979年（昭和54年）48号まで『週刊少年ジャンプ』に連載された『ドーベルマン刑事』のジャンプコミックス版全29巻を基にエピソード（挿話）のタイトルとゲストキャラ（登場人物）をまとめたものである（サブタイトルの太字は表題を飾ったもの）。

## 第1巻〜第5巻
| 巻数                           | サブタイトル                   | ゲストキャラ                                                                  | 役柄       | 巻末ゲスト |
| ------------------------------ | ------------------------------ | ----------------------------------------------------------------------------- | ---------- | ---------- |
| 1                              |                                |                                                                               |            |            |
| ドーベルマンほえる             | 三杉和男                       | 被害妄想狂のハイジャック犯                                                    | 武論尊     |            |
| 暴走族“牙”                     | 斉川一作                       | 暴走族“牙”のリーダー                                                          | 武論尊     |            |
| 暴走族“牙”                     | 五郎                           | 暴走族“牙”のメンバー 斉川の後輩                                               | 武論尊     |            |
| 意外な標的！                   | 樫本安男                       | 高宮財閥の運転手 加納の幼なじみ                                               | 武論尊     |            |
| 意外な標的！                   | 高宮葉子                       | 高宮家の令嬢                                                                  | 武論尊     |            |
| 不死身のドーベルマン           | 大野源二                       | 護送中に脱走して病院に立てこもった死刑囚 一家6人を惨殺した凶悪な強盗殺人犯    | 武論尊     |            |
| 不死身のドーベルマン           | 宮下                           | 患者の加納を担当する高松病院の看護婦                                          | 武論尊     |            |
| 小さな復しゅう者               | 水戸英一                       | 先天性心疾患の少年 銀行強盗の守衛の息子                                       | 武論尊     |            |
| 小さな復しゅう者               | 田村洋二                       | 銀行強盗の一味                                                                | 武論尊     |            |
| 2                              |                                |                                                                               | 武論尊     |            |
| 悪徳刑事                       | 新宿の文吉                     | 新宿を根城にするチンピラ                                                      | 江藤潤     |            |
| 悪徳刑事                       | 佐野                           | 新宿署の悪徳刑事                                                              | 江藤潤     |            |
| 刑事魂                         | ストッキングの覆面二人組       | 連続幼児誘拐犯人                                                              | 江藤潤     |            |
| 刑事魂                         | 西谷鉄男                       | 西谷のひとり息子の園児 同じ幼稚園に通う社長の息子と間違えて誘拐される         | 江藤潤     |            |
| 美しき狼!!                     | 東山美麗                       | 東山財閥の一人娘 新宿を暴れまわる“群狼”のクイーン                             | 江藤潤     |            |
| 恐怖の爆弾工場                 | ケン坊                         | 近所に住む加納の銭湯連れの少年                                                | 江藤潤     |            |
| 恐怖の爆弾工場                 | 長尾                           | 警視庁公安課主任 “ガンコ者の長さん”といわれる主任                             | 江藤潤     |            |
| 恐怖の爆弾工場                 | 男三人組(メガネ、角刈り、長髪) | 昭和維新団（銀行爆破グループ）                                                | 江藤潤     |            |
| 非情のワナ!!                   | 一瀬千吉                       | 文太 に憧れ上京した極道志願の少年                                             | 江藤潤     |            |
| 非情のワナ!!                   | 水津輝也                       | 水津組組長                                                                    | 江藤潤     |            |
| 3                              |                                |                                                                               | 江藤潤     |            |
| 涙の花嫁衣装                   | 東山美麗                       | 東山財閥の一人娘 結婚式当日に花婿を刺傷                                       | 高岡健二   |            |
| おれも孤児だ                   | 須田健一                       | 失業中の青年 置き引き犯と間違われる                                           | 高岡健二   |            |
| 盲愛の報酬                     | 佐藤敏夫                       | 社長の息子 シンナー遊びと仲間を刺傷                                           | 高岡健二   |            |
| 盲愛の報酬                     | 敏夫の母                       | 社長夫人 敏夫のためならなんでもする母親                                       | 高岡健二   |            |
| 刑事の人間愛（ヒューマニズム） | 虎沢十三                       | 警視庁特犯課所属 “警視庁の狂い虎”の異名をもつ加納の先輩                       | 高岡健二   |            |
| 羽をもがれた天使               | 桜田陽子                       | 子犬を連れた盲学校の女子高生                                                  | 高岡健二   |            |
| お年玉は暗殺者（テロリスト）   | 石田                           | SP 加納の警察学校の同期                                                       | 高岡健二   |            |
| お年玉は暗殺者（テロリスト）   | ダヤン                         | イスラエル元国防相                                                            | 高岡健二   |            |
| 4                              |                                |                                                                               | 高岡健二   |            |
| 姿なき暗殺者（テロリスト）     | ダヤン                         | イスラエル元国防相                                                            | 天知茂     |            |
| 姿なき暗殺者（テロリスト）     | ロスカル                       | 正体不明の世界的テロリスト 狙った標的は外さない“鋼鉄（スチール）”の異名をもつ | 天知茂     |            |
| 仁王が泣いた！                 | 藤本                           | 知的障害を持つ怪力の大男                                                      | 天知茂     |            |
| 仁王が泣いた！                 | 川辺                           | 新宿アスレチッククラブ専属医 藤本の身元引受人                                 | 天知茂     |            |
| 恋の逃避行!!                   | 松井智美                       | 純喫茶ベルのウェイトレス                                                      | 天知茂     |            |
| 恋の逃避行!!                   | 武石                           | 女をくいものにしているチンピラ                                                | 天知茂     |            |
| 制服を着た殺人者               | 高松                           | 新宿署の警官 加納の警察学校時の射撃記録を破った男                             | 天知茂     |            |
| 涙の44マグナム                 | 水戸浩二                       | 癌になった銀行強盗の未成年                                                    | 天知茂     |            |
| 涙の44マグナム                 | 浩二の姉                       | 白血病のフォークシンガー                                                      | 天知茂     |            |
| 5                              |                                |                                                                               | 天知茂     |            |
| 白い権力!!                     | 津村譲二                       | バンドマン かつて、加納とバンドを組んでいた男                                 | 松崎しげる |            |
| 白い権力!!                     | カルホーン ジャック            | 米軍の中でも嫌われ者のMP軍曹                                                  | 松崎しげる |            |
| ドーベルマンの逆襲             | 蛇島                           | 加納に右腕を吹っ飛ばされた元ヤクザ 出所後、廃品回収業を勤しむ                 | 松崎しげる |            |
| ドーベルマンの逆襲             | 道上                           | 加納を嫌っている同僚の警視庁刑事                                              | 松崎しげる |            |
| ドーベルマンの逆襲             | 西谷純子                       | 西谷の妻                                                                      | 松崎しげる |            |
| ドーベルマンの逆襲             | 黒沼三次                       | 無差別連続射殺犯 加納に刑務所送りとなった暴力団員                             | 松崎しげる |            |
| ツッパリ女刑事                 | 三森竜子                       | 警視庁特犯課配属となった女刑事                                                | 松崎しげる |            |
| ツッパリ女刑事                 | 及川正三                       | ナイトクラブを経営する実業界の夜の帝王 裏では麻薬・人身売買組織の黒幕         | 松崎しげる |            |
| 死ぬのはおまえだ!!             | 佐藤徳子                       | 靴みがきのおバアさん                                                          | 松崎しげる |            |
| 死ぬのはおまえだ!!             | 大学生6人                      | 赤狼軍浄世派メンバー                                                          | 松崎しげる |            |

## 第6巻〜第10巻
| 巻数                   | サブタイトル                           | ゲストキャラ                                                                                  | 役柄     | 巻末ゲスト |
| ---------------------- | -------------------------------------- | --------------------------------------------------------------------------------------------- | -------- | ---------- |
| 6                      |                                        |                                                                                               |          |            |
| まぶたの父!!           | 日暮                                   | 鬼桜会の殺し屋（スナイパー）                                                                  | 宮内淳   |            |
| まぶたの父!!           | 日暮正紀 日暮恵美                      | 父を捜しに秋田から上京した兄妹                                                                | 宮内淳   |            |
| 汚れた制服!!           | 中尾ジュン                             | ディスコのバーテンダー グレてた自分を加納に更生された男                                       | 宮内淳   |            |
| 消えた国電!!           | 覆面二人組                             | 国鉄総武線をジャックした犯人                                                                  | 宮内淳   |            |
| 非情の狼刑事（デカ）!! | 牙崎鋭二                               | 大阪府警捜査四課組織暴力団係の刑事 ハンディーショットガンを所持する“牙裂き狼”の異名をとる     | 宮内淳   |            |
| 非情の狼刑事（デカ）!! | 山田守                                 | 新米刑事だった加納の恩師である毎朝新聞本庁づめ記者 牙崎にはめられ、全国指名手配中の殺人容疑者 | 宮内淳   |            |
| 少年院帰り!!           | 一瀬千吉                               | 少年院帰りの少年 加納の世話で自動車修理工として勤める                                         | 宮内淳   |            |
| 少年院帰り!!           | 渡辺徳二郎                             | 渡辺自動車修理工場社長 “仏の徳さん”といわれる町の篤志家で千吉の身元引受人                     | 宮内淳   |            |
| 少年院帰り!!           | 渡辺京子                               | 社長の一人娘 千吉に恋焦がれる                                                                 | 宮内淳   |            |
| 虚飾のスター!!         | 宮路マリ                               | ドラマ主役のために整形をした女性タレント                                                      | 宮内淳   |            |
| 虚飾のスター!!         | ウェーブカットの少年                   | 宮路マリの大ファン                                                                            | 宮内淳   |            |
| 機動隊燃ゆ!!           | 村松武志                               | 警視庁 コンバットチーム隊長 西谷の同期                                                        | 宮内淳   |            |
| 機動隊燃ゆ!!           | 川口敏夫                               | 村松の部下 新宿騒乱時に彼女を殺された恨みを持つ恋人                                           | 宮内淳   |            |
| 7                      |                                        |                                                                                               | 宮内淳   |            |
| 少年と犬!!             | 大石明男                               | 犬の調教師を夢見る鼻水を垂らした知的障害の少年                                                | 千葉真一 |            |
| 少年と犬!!             | 大石文枝                               | 兄思いの明男の妹                                                                              | 千葉真一 |            |
| 戦りつ核ジャック!!     | ガウス                                 | 米国の超過激派地下組織“ファーザー・アンダーグラウンド”のリーダー                              | 千葉真一 |            |
| 戦りつ核ジャック!!     | ジャクリーン・ハースト                 | “ファーザー・アンダーグラウンド”のメンバー ガウスの女房。通称“ジャッキー”                     | 千葉真一 |            |
| 戦りつ核ジャック!!     | カラハン                               | “ファーザー・アンダーグラウンド”を追って来日したCIA特務捜査官                                 | 千葉真一 |            |
| 白衣の天使!!           | 金田一の妻                             | 警察病院の看護婦長                                                                            | 千葉真一 |            |
| 白衣の天使!!           | 金田一                                 | 岸田の親衛隊幹部                                                                              | 千葉真一 |            |
| 白衣の天使!!           | 岸田春海                               | 政財界の黒幕 エアバス汚職事件の重要容疑者                                                     | 千葉真一 |            |
| 老兵は死なず!!         | 橘田平造                               | 新宿署の刑事 新宿署の御意見番で“新宿彦左”の異名をとるウルサ型刑事                             | 千葉真一 |            |
| 沖縄の銃声!!           | 金城                                   | 沖縄県警の警官（上司）                                                                        | 千葉真一 |            |
| 沖縄の銃声!!           | 八田                                   | 拳銃を携帯した事により人格が変わった沖縄県警の警官                                            | 千葉真一 |            |
| 狂った夏!!             | 海部啓介                               | 西伊豆の過疎村で老人たちの面倒を見る漁師の青年 西谷の知り合い                                 | 千葉真一 |            |
| 狂った夏!!             | 長髪のサングラスの男 7人の暴走族       | 過疎村に乗り込んだ極悪非道の暴走族                                                            | 千葉真一 |            |
| 8                      |                                        |                                                                                               | 千葉真一 |            |
| 警察対自衛隊!!         | 島津                                   | 陸上自衛隊 レインジャー部隊小隊長二尉 加納の高校ラグビー部の先輩                              | 森マリア |            |
| 警察対自衛隊!!         | 堀越                                   | 陸上自衛隊陸幕S部(陸幕戦技研究部)陸将補 “旧軍の亡霊”の異名をとる超タカ派                      | 森マリア |            |
| 警察対自衛隊!!         | 水原                                   | 陸上自衛隊陸幕S部一佐 堀越の腹心                                                              | 森マリア |            |
| 結婚式は軽井沢で!!     | 高島正明                               | 山岡組の元チンピラ マミと一緒に軽井沢の教会で結婚式を挙げる夢を持つ                           | 森マリア |            |
| 結婚式は軽井沢で!!     | マミ                                   | 岩手から上京してきた女性 正明と一緒にラーメン屋台で営業する                                   | 森マリア |            |
| 結婚式は軽井沢で!!     | 岩尾                                   | 麻薬課の刑事 仕事のためなら手段を選ばない鬼刑事                                               | 森マリア |            |
| ペンという凶器!!       | 沖田                                   | 警視庁記者クラブ詰めの東日新聞記者                                                            | 森マリア |            |
| ペンという凶器!!       | 柴田                                   | 新宿第三派出所に勤務する巡査                                                                  | 森マリア |            |
| 9                      |                                        |                                                                                               | 森マリア |            |
| ペンと銃!!             | 沖田                                   | 警視庁記者クラブ詰めの東日新聞記者                                                            | 加納竜   |            |
| ペンと銃!!             | 九鬼島要助                             | 九鬼島化学工場社長 大臣経験もある大物代議士                                                   | 加納竜   |            |
| 母と子!!               | 健太                                   | 加納の育った児童養護施設清風園の少年                                                          | 加納竜   |            |
| 母と子!!               | 金森スミ子                             | 女手ひとつで巨億の富を得た非情の女高利貸し 健太の母親                                         | 加納竜   |            |
| 残党狩り!!             | フランツ・ゲッペルス（ビル・コーエン） | 元ゲシュタポSS(親衛隊)隊員・現在は神父 アドルフ・アイヒマンの片腕となって働いていた男         | 加納竜   |            |
| 残党狩り!!             | 老婆                                   | イスラエル秘密諜報機関“総合保安局” “通称・シンベート”の刺客                                   | 加納竜   |            |
| 鉄火のお駒!!           | お駒                                   | 新宿駒寿司の女将                                                                              | 加納竜   |            |
| ゲタばき刑事!!         | 宮武鉄二                               | 大阪府警マル暴の刑事 オートマグを使用                                                         | 加納竜   |            |
| ゲタばき刑事!!         | 室井                                   | 関西神阪（こうはん）会の武闘派ヤクザ “狂犬”“死神”と恐れられる刑務所帰りの男                   | 加納竜   |            |
| 10                     |                                        |                                                                                               | 加納竜   |            |
| 殉職!!                 | エルフ                                 | 警視庁警察犬(シェパード) 加納と組んで200件をこえる犯人逮捕の検挙率を誇る老犬                  | 坂上二郎 |            |
| 殉職!!                 | 奥原                                   | 過激派メンバー 爆弾作りのエキスパート                                                         | 坂上二郎 |            |
| 刑事が恋した女         | 大木美保子                             | 保険金目当てで肉親や男を殺した非情な女 宮武の恋人・幸乃と瓜二つの顔を持つ                     | 坂上二郎 |            |
| 私設警察               | 田口良夫                               | 殺人事件の容疑者にされた新聞配達の少年                                                        | 坂上二郎 |            |
| 私設警察               | 切原正道                               | 東京地検元検事 検察庁の地獄送りの鬼検事と恐れられ、容疑者を起訴するために手段を選ばなかった男 | 坂上二郎 |            |
| 私設警察               | 冴子                                   | 切原の女で忠実な僕                                                                            | 坂上二郎 |            |
| 私設警察               | 切原の手下二人組                       | 切原の子飼いの殺し屋 白バイ警官に扮した処刑執行人                                             | 坂上二郎 |            |
| 元旦のシージャック     | 竹内啓                                 | 強盗指名手配犯の男                                                                            | 坂上二郎 |            |
| 元旦のシージャック     | 順子                                   | 出産を控えた竹内の恋人                                                                        | 坂上二郎 |            |

## 第11巻〜第15巻
| 巻数                       | サブタイトル              | ゲストキャラ | 役柄       | 巻末ゲスト |
| -------------------------- | ------------------------- | --- | ---------- | ---------- |
| 11                         |                           | |            |            |
| 沖縄コネクション!!         | 岩尾                      | 警視庁麻薬課の刑事 加納に刑事魂を教わった男                                                                         | 草川祐馬   |            |
| 沖縄コネクション!!         | 金城                      | 沖縄県警の警察官（巡査部長） 加納たちの唯一の理解者                                                                 | 草川祐馬   |            |
| 沖縄コネクション!!         | 新里                      | 本土の人間を憎む沖縄県警刑事 沖縄県民を苦しめたジョーとマッケンジーに怨みを持つ                                     | 草川祐馬   |            |
| 沖縄コネクション!!         | 当間達也                  | 沖縄全島を支配下におく琉球連合海神会若頭の空手使い 殺された恋人・京子の復讐のためにジョーとマッケンジーに怨みを持つ | 草川祐馬   |            |
| 沖縄コネクション!!         | 当間由紀                  | 沖縄病院の看護婦 当間達也の妹                                                                                       | 草川祐馬   |            |
| 沖縄コネクション!!         | グッナイトジョー          | 琉球連合海神会の黒幕である米軍中尉 身辺を探る人物を消す冷酷非情な黒人                                               | 草川祐馬   |            |
| 沖縄コネクション!!         | マッケンジー              | 元琉球列島米国民政府の高等弁務官（米軍中将） ジョーの後ろ楯（黒幕）であり、沖縄を圧政していた人物                   | 草川祐馬   |            |
| 12                         |                           | | 草川祐馬   |            |
| さようなら女!!             | 柳京四郎                  | オリンピック候補となった射撃の名手(スナイパー) 三森の学生時代の恋人                                                 | 中原理恵   |            |
| 大都会の孤独!!             | 木村進                    | 上田自動車部品工場工員 青酸入りコーラ殺人事件 の犯人                                                                | 中原理恵   |            |
| 警視庁移転の日!!           | 目にクマのある男          | 一家四人惨殺の凶悪犯 取調べ中に銃を奪って逃走                                                                       | 中原理恵   |            |
| 執念のワッパ!!             | 高山                      | 新宿三丁目交番勤務の巡査部長 西谷のおじ                                                                             | 中原理恵   |            |
| 執念のワッパ!!             | キツネ目メガネの男        | 新宿三丁目交番爆破事件 の犯人                                                                                       | 中原理恵   |            |
| 狙撃対狙撃!!               | 小野義仁                  | 元陸上自衛隊員のスナイパー                                                                                          | 中原理恵   |            |
| 大東京ゴーストタウン       | 神山英昭                  | 日本一の商社・角藤商事専務候補 西谷の東大時代の同級生で人一倍出世欲の強い男                                         | 中原理恵   |            |
| 大東京ゴーストタウン       | 井出文男 出っ歯の男       | 中野製作所（小さな鉄工場）の工員 角藤商事殺人事件の目撃者                                                           | 中原理恵   |            |
| 鬼検事!!                   | 若月信太郎                | 東京地方検察庁検事 西谷の東大時代の同級生で人一倍正義感が強い男                                                     | 中原理恵   |            |
| 鬼検事!!                   | 神山英昭                  | 日本一の商社・角藤商事部長 西谷の東大時代の同級生                                                                   | 中原理恵   |            |
| 13                         |                           | | 中原理恵   |            |
| 暴走!殺人集団              | 五木                      | 超過激派革命軍団赤狼軍五木派のリーダー 行動理論のもつれから福中派と対立                                             | 豊田清     |            |
| 暴走!殺人集団              | 福中                      | 超過激派革命軍団赤狼軍福中派のリーダー 行動理論のもつれから五木派と対立                                             | 豊田清     |            |
| ドーベルマン二匹           | サムソン                  | 来日したFBIからの助っ人捜査官 44マグナムを所持し、“ドーベルマン”の異名をとる                                        | 豊田清     |            |
| 悪をきる報道カメラマン     | 有住知絵                  | “金の鳩賞（ゴールデンピジョン）”を受賞した有名な女流報道写真家                                                      | 豊田清     |            |
| 非情のパンチ!!             | 大竹雄二                  | 亀井ボクシングジムのプロボクサー 日本タイトル戦を控えた10年に一人の逸材                                             | 豊田清     |            |
| 非情のパンチ!!             | 久美                      | 駒寿司のアルバイト 雄二の恋人                                                                                       | 豊田清     |            |
| 非情のパンチ!!             | 亀井修五郎                | 亀井ボクシングジムの会長 ヤクザだった雄二をボクサーに育てる                                                         | 豊田清     |            |
| 骨までしゃぶる!!           | 内野星美                  | 三森の学生時代の同級生 借金のためにキャバレーで働かされる                                                           | 豊田清     |            |
| 骨までしゃぶる!!           | 亜津見弘光                | 暴力団亜津美組の二代目 サラリーマン金融アツミファミリーローン社長                                                   | 豊田清     |            |
| 刑事無情…!!                | 尾崎                      | 警視庁捜査一課刑事 説得のプロで“撃たずおとしの尾崎”と呼ばれる                                                       | 豊田清     |            |
| 刑事無情…!!                | 尾崎正志                  | 尾崎の一人息子の予備校生                                                                                            | 豊田清     |            |
| 鋼鉄のハイエナ!!           | スーパーカー のドライバー | 警察を標的に暴走族から英雄視される男                                                                                | 豊田清     |            |
| 14                         |                           | | 豊田清     |            |
| 刑事の恋!!                 | 東山美麗                  | 東山財閥の令嬢 獄中の芸術家として日本国展に入選                                                                     | 金井夕子   |            |
| 刑事の恋!!                 | フランク・ジャルダン      | 世界一の画商で審美眼も世界一 美麗の絵の才能を見抜いた人                                                             | 金井夕子   |            |
| 幼い通報者!!               | 井上茂男                  | 新宿署警ら係の交番巡査 サラリーマン感覚の警察官                                                                     | 金井夕子   |            |
| 幼い通報者!!               | 克彦                      | 犯行現場を目撃したショックで失語症となった4歳の少年                                                                 | 金井夕子   |            |
| 特科車輛隊S班!!            | 柳橋利夫                  | 特科車輛隊で日本一の爆弾処理担当 新宿署刑事課に配属                                                                 | 金井夕子   |            |
| 特科車輛隊S班!!            | 爆弾女                    | 宮武に射殺された爆弾処理事件のリーダーの恋人                                                                        | 金井夕子   |            |
| おれも刑事だ!!             | 角刈りメガネの男          | 西谷を陰口で非難する刑事                                                                                            | 金井夕子   |            |
| おれも刑事だ!!             | 武装強盗二人組            | 銀行から三千万円を奪って逃走した二人                                                                                | 金井夕子   |            |
| 軽井沢パニック!!           | 野村広子                  | 日本赤衛軍リーダー 中南米を拠点に世界に恐れられる過激派武装組織の女王                                               | 金井夕子   |            |
| ゲタばき純情               | 原田夕子                  | ボランティアサークルの一員 宮武が惚れ込んだ女                                                                       | 金井夕子   |            |
| 15                         |                           | | 金井夕子   |            |
| 緊急出動！R(レスキュー)110 | 和泉                      | 加納の警察学校の同期のレスキュー隊員 加納を毛嫌いしている                                                           | 倉田まり子 |            |
| 復活のVサイン              | 風見駿                    | 日本マラソン界の元天才ランナー 仲間うちで“ヒネクレ”と云われる浮浪者                                                 | 倉田まり子 |            |
| 9人の標的!!                | 沢水精一                  | 元東京スターズのエース                                                                                              | 倉田まり子 |            |
| 9人の標的!!                | 沢水精二                  | 沢水の弟 加納とオリンピックの強化合宿で同じだった狙撃の名手                                                         | 倉田まり子 |            |
| 白い虚塔！                 | 健吾＆忍                  | 加納のアパートの隣人の二人兄妹                                                                                      | 倉田まり子 |            |
| 白い虚塔！                 | 田所                      | サンライフ病院の院長 バカ息子を裏口で医者にしようとする                                                             | 倉田まり子 |            |
| 白い虚塔！                 | 田所保彦                  | 田所の一人息子の私立東愛医大生 裏口入学で医大生となったバカ息子                                                     | 倉田まり子 |            |
| 凶悪な特権!!               | 朝美                      | 新婚の西谷の姪 | 倉田まり子 |            |
| 凶悪な特権!!               | ガス・ベルモント          | メキシカ国大使館参事官 外交官特権をたてに覚せい剤の密売をする                                                       | 倉田まり子 |            |
| あこがれの刑事!!           | 孝典                      | 加納に憧れ刑事を夢見る少年                                                                                          | 倉田まり子 |            |
| あこがれの刑事!!           | 門馬(門田)                | 孝典が慕うおじさん 強盗放火殺人で指名手配の男                                                                       | 倉田まり子 |            |
| 凶器のチンピラ             | 橘田平造                  | “新宿彦左”の異名をとる新宿署の元刑事 退職後にお好み焼き屋に転身                                                     | 倉田まり子 |            |
| 凶器のチンピラ             | タケシ                    | ワルのチンピラだった少年 少年院退院後に平さんが身元引受人となってお好み焼き屋の店員                                 | 倉田まり子 |            |

## 第16巻〜第20巻
| 巻数                     | サブタイトル               | ゲストキャラ | 役柄         | 巻末ゲスト |
| ------------------------ | -------------------------- | --- | ------------ | ---------- |
| 16                       |                            | |              |            |
| 姿なきハイジャッカー！   | 縦じま背広のハイジャッカー | 日本政府に10億円を要求する爆弾使用のハイジャック                                                                      | たかだみゆき |            |
| 快楽か廃人か！           | 三森和正                   | 三森の弟で国立大受験を控えた予備校生                                                                                  | たかだみゆき |            |
| 不良少女ヨーコ！         | 田村洋子                   | 渋谷のヨーコと呼ばれた不良少女のリーダー                                                                              | たかだみゆき |            |
| 不良少女ヨーコ！         | 松崎敏男                   | ヨーコの彼氏で松崎財閥の御曹司                                                                                        | たかだみゆき |            |
| 西谷栄転!?               | 三名の武装強盗団           | 火炎放射器で現金輸送車を襲撃した強盗犯                                                                                | たかだみゆき |            |
| 西谷殉職!?               | ベルモント                 | メキシカ国の外交官・ガス・ベルモントの父親 病的な必罰主義者で検事を首になった男                                       | たかだみゆき |            |
| たがために…!!            | 進藤三郎                   | 大阪府警の犯罪検挙数を大幅にぬりかえ、抜群のきれ者と称された警部 影では“部下殺し”の異名を持つ                         | たかだみゆき |            |
| 花嫁の父!!               | 南条                       | 新米の西谷に捜査のイロハから教えてくれた警視庁捜査一課の刑事 ひとり娘・昌子を殺した犯人を時効間近になっても単独で追う | たかだみゆき |            |
| 花嫁の父!!               | 伊沢重三                   | 交通遺児や孤児のために莫大な寄付を続ける有名な篤志家 18年前に南条のひとり娘を殺害した犯人                             | たかだみゆき |            |
| 17                       |                            | | たかだみゆき |            |
| 手錠のままの追跡         | 田沢湖に向かう少年         | ピアノ殺人事件 で両親を殺された少年                                                                                   | 鈴江真理     |            |
| 手錠のままの追跡         | 沼館義三                   | ピアノ殺人事件で一家夫婦を殺した犯人                                                                                  | 鈴江真理     |            |
| 大量殺人の夜明け         | ドチビの男                 | ヒトラーを敬愛する爆弾使用の大量殺人鬼                                                                                | 鈴江真理     |            |
| 女刑事                   | 坊田                       | 亡くなった三森の父の同僚の九州飯塚署の刑事                                                                            | 鈴江真理     |            |
| 女刑事                   | 三森寅雄                   | 三森の父で“北九州の虎”といわれた九州一の刑事                                                                          | 鈴江真理     |            |
| 女刑事                   | 順                         | 美津子の父の会社の工員 美津子と恋人同士でかけおちする                                                                 | 鈴江真理     |            |
| 女刑事                   | 美津子                     | 会社社長の娘 順とは恋人同士でかけおちする                                                                             | 鈴江真理     |            |
| さらば三森               | 三森に言い寄る謎の男       | 三森が射殺した同性愛者の恋人                                                                                          | 鈴江真理     |            |
| 刑事の休日               | 立山一馬                   | 学生時代に加納とスキーをやっていた男 バイアスロン競技の万年二位の選手                                                 | 鈴江真理     |            |
| 刑事の休日               | 立山満                     | 立山の弟で悪性脳腫瘍で療養中                                                                                          | 鈴江真理     |            |
| パニック・イン・センダ   | 公安課長                   | 千田空港 開港を反対するデモの人物をマークする公安課課長                                                               | 鈴江真理     |            |
| パニック・イン・センダ   | ヒゲの男 ニトロを投げる男  | 千田空港のデモ騒動の参加者 実力行使で千田空港開港を阻止する                                                           | 鈴江真理     |            |
| 暴走・血液ジャック       | 原良一                     | 「O型スモール・P型」の血液をもつひとりぼっちの少年                                                                    | 鈴江真理     |            |
| 暴走・血液ジャック       | 銀行強盗                   | 集金帰りの行員を襲撃した男 「O型スモール・P型」の血液を輸送する救急車を奪う                                           | 鈴江真理     |            |
| 18                       |                            | | 鈴江真理     |            |
| スターとゲタバキ         | ゆうきラン                 | 去年一年で50億を稼ぎ出した18歳のスター歌手                                                                            | テレサ野田   |            |
| スターとゲタバキ         | 山本政夫                   | ワタヅミプロダクションのゆうきランのマネージャー                                                                      | テレサ野田   |            |
| 新婦警沙樹ちゃん         | 綾川沙樹                   | 警視庁巡査特犯課に配属された婦警                                                                                      | テレサ野田   |            |
| 新婦警沙樹ちゃん         | 青酸チョコ事件容疑者       | 連続青酸入りチョコ 殺人事件の犯人                                                                                     | テレサ野田   |            |
| 加納ハワイへ飛ぶ！       | スタック                   | ホノルル市警本部の警部 日本人女性旅行者暴行殺人事件で加納と組まされる日本人嫌いの警官                                 | テレサ野田   |            |
| 加納ハワイへ飛ぶ！       | サム                       | ホノルル市警本部警察官でスタック警部の部下 日本人女性旅行者暴行殺人事件の犯人                                         | テレサ野田   |            |
| 別離！                   | 坊田                       | 亡くなった三森の父の同僚の九州飯塚署の刑事                                                                            | テレサ野田   |            |
| 別離！                   | 三森和正                   | 三森の弟 | テレサ野田   |            |
| 沙樹ちゃんの一族         | 綾川雄三                   | 沙樹の父親で都内一・二の暴力団竜神会組長                                                                              | テレサ野田   |            |
| 沙樹ちゃん奮戦！         | 沙樹の祖父                 | 長野県南佐久郡岸瀬村駐在所の警官                                                                                      | テレサ野田   |            |
| 沙樹ちゃん奮戦！         | ウックン                   | 沙樹に惚れている田舎の男の子                                                                                          | テレサ野田   |            |
| 沙樹ちゃん奮戦！         | 桜木 岡崎                  | 企業爆破犯の全国指名手配中の犯人                                                                                      | テレサ野田   |            |
| 19                       |                            | | テレサ野田   |            |
| 蛇の目傘の女             | 佐都美                     | 小料理屋のママ 交通事故で死んだ西谷の初恋の人にいきうつし                                                             | 五十嵐めぐみ |            |
| 若きギャングたち！       | 町島洋介                   | 近来にない成績で東大をトップ合格した学生ギャングのリーダー                                                            | 五十嵐めぐみ |            |
| 若きギャングたち！       | 秋川久美子                 | 将来の大スターといわれながら突然引退した17歳タレントギャングの仲間                                                    | 五十嵐めぐみ |            |
| 若きギャングたち！       | 酒田                       | 10年にひとりの逸材といわれるプロ野球ドラフト一位候補の高校生ギャングの仲間                                            | 五十嵐めぐみ |            |
| 若きギャングたち！       | 兵頭                       | 将来の大関・横綱候補の相撲界の逸材の高校生ギャングの仲間                                                              | 五十嵐めぐみ |            |
| 走れミニパト！           | 角刈りの腹巻男             | ひき逃げをした20トンダンプのドライバー                                                                                | 五十嵐めぐみ |            |
| もう一ぴきのドーベルマン | 城                         | 3年前に心臓病で入院した警視庁伝説の刑事でもう一匹のドーベルマン                                                       | 五十嵐めぐみ |            |
| 里帰り！                 | 宮武カツ                   | ドヤ街で大衆食堂を経営する宮武の母                                                                                    | 五十嵐めぐみ |            |
| 里帰り！                 | 大衆食堂にたてこもった男   | 病床の母のためにキャバレーの売り上げ300万を持って逃走した未成年                                                       | 五十嵐めぐみ |            |
| アクションスター！       | 北条竜也                   | 国際映画祭で特別賞受賞し、世界に認められた日本のアクションスター                                                      | 五十嵐めぐみ |            |
| 20                       |                            | | 五十嵐めぐみ |            |
| 沙樹ちゃんと老スリ       | 着流し銀次                 | 全盛時にはすれちがいざま相手の下着をスリとったスリ界の大長老                                                          | 北村優子     |            |
| 花ムコ強奪！             | 大手の会社の社長           | 社員を自分の娘と無理やり結婚させた父親                                                                                | 北村優子     |            |
| 花ムコ強奪！             | 社長の娘ムコ               | ムリヤリ結婚させられた花嫁（社長の娘）を殺害した社員                                                                  | 北村優子     |            |
| F1炎上                   | 白木                       | F1マシンを製作した日本の部品メーカー白木製作所二代目社長 加納と同じ学校で工学部の天才といわれた男                     | 北村優子     |            |
| F1炎上                   | 外国人スナイパー           | 外国企業に依頼され、白木のF1マシン飛電を狙撃したスナイパー                                                            | 北村優子     |            |
| 狂犬兄弟                 | 戸瀬昇（兄） 戸瀬（弟）    | 兄弟愛だけは人一倍強い新宿の狂犬兄弟                                                                                  | 北村優子     |            |
| 新空港ジャック           | ハイジャック三人組         | 新空港である千田空港 の騒動を利用して10億円を要求するハイジャック犯                                                   | 北村優子     |            |
| 観光バスジャック         | おスミばあさん             | 都内遊覧観光バスの同乗客                                                                                              | 北村優子     |            |
| 観光バスジャック         | 凶悪犯二人組               | 赤坂にある覚醒剤グループのアジトのメンバー                                                                            | 北村優子     |            |
| 愛のゆくえ！             | 米田和男                   | 時限爆弾を持った自殺志願の男                                                                                          | 北村優子     |            |
| 愛のゆくえ！             | 田代                       | 爆弾男の被害にあった三森の婚約者                                                                                      | 北村優子     |            |

## 第21巻〜第25巻
| 巻数                     | サブタイトル               | ゲストキャラ | 役柄       | 巻末ゲスト |
| ------------------------ | -------------------------- | --- | ---------- | ---------- |
| 21                       |                            | |            |            |
| 新人(ルーキー)警官       | 石川                       | 元甲子園の高校球児で新宿署第三派出所の新人警官                                                                                            | 千葉まなみ |            |
| 新人(ルーキー)警官       | ミッチ                     | 無気力になった石川を励ます彼女 | 千葉まなみ |            |
| 休日の来訪者             | 大滝恵子                   | 智里を頼りに秋田の湯沢から上京してきた女性                                                                                                | 千葉まなみ |            |
| 休日の来訪者             | 川辺智里                   | 恵子の高校時代の親友で新宿のキャッチバーの女                                                                                              | 千葉まなみ |            |
| 復讐の暴走               | オヤジさん                 | 息子夫婦を殺した暴走族に復讐する経堂石油のオヤジさん                                                                                      | 千葉まなみ |            |
| 復讐の暴走               | 優二 幸江                  | 経堂石油ガソリンスタンドに勤める新婚夫婦                                                                                                  | 千葉まなみ |            |
| ラブレター               | 高城一郎                   | 沙樹に一目惚れした日本でも有数の実業家の息子                                                                                              | 千葉まなみ |            |
| 太陽がいっぱい           | 海水浴に来た男             | リゾートホテルの最上階に泊まる金持ちを装った工員                                                                                          | 千葉まなみ |            |
| 太陽がいっぱい           | 海水浴に来た女             | 別荘に泊まってると着飾った女工 | 千葉まなみ |            |
| 組織への挑戦             | 石坂                       | 殺された教え子のために復讐する青葉台中学校の元教師                                                                                        | 千葉まなみ |            |
| 22                       |                            | | 千葉まなみ |            |
| 白バイアウトロー         | 尾藤                       | 警視庁の白バイ警官 暴走族やカーキチから恐れられる“白バイアウトロー”の異名をとる                                                           | 黒沢年男   |            |
| 白バイアウトロー         | カオル                     | 悪性の脳腫瘍におかされながらも尾藤を好きになった彼女                                                                                      | 黒沢年男   |            |
| 男の制服                 | 偽白バイ警官4人組          | 白バイ警官に扮して日本銀行から20億円を奪った強盗犯                                                                                        | 黒沢年男   |            |
| 祭りの日                 | 不動の隆二                 | 背中に不動明王の刺青を入れ、ヤクザ仲間から“不動の隆二”と恐れられる高倉健似の男 一般人には絶対に手を出さない古いタイプのヤクザ             | 黒沢年男   |            |
| 祭りの日                 | 静香                       | 刑務所に入った隆二を待っていた昔の女 | 黒沢年男   |            |
| 足長おじさん             | 清水涼子                   | 加納が逮捕したサラ金業者殺しの犯人の盲目の娘                                                                                              | 黒沢年男   |            |
| 足長おじさん             | 先生                       | 涼子の通う盲学校の先生 | 黒沢年男   |            |
| 追跡！                   | 沢井満                     | 凶悪指名手配203号拳銃魔 S＆W44マグを使用し、加納や宮武以上に腕のたつ男                                                                    | 黒沢年男   |            |
| タクシー・ドライバー     | 矢崎正介                   | スピード狂の個人タクシードライバー 白バイの尾藤と公道でスピード勝負をする男                                                               | 黒沢年男   |            |
| タクシー・ドライバー     | 矢崎伸介                   | 幼稚園児に通う矢崎の一人息子 白バイの尾藤から伸坊と可愛がられる子供                                                                       | 黒沢年男   |            |
| タクシー・ドライバー     | 黒メガネと黒スーツの三人組 | 尾藤を利用して総額30億円の宝石強奪を企む男たち                                                                                            | 黒沢年男   |            |
| 殺人ショー               | 上条昌子                   | 現在は落ち目となったかつての視聴率の仕掛人といわれドキュメンタリー番組の鬼といわれた天才女性プロデューサー                                | 黒沢年男   |            |
| 殺人ショー               | 久保康彦                   | クスリから立ち直ろうとしているシャブ中毒の患者                                                                                            | 黒沢年男   |            |
| 23                       |                            | | 黒沢年男   |            |
| 横須賀ストーリー         | ジミー                     | 米海軍航空母艦隊員 加納の孤児院時代の後輩で日米の混血（ハーフ）                                                                           | 神保美喜   |            |
| 横須賀ストーリー         | 花井リカ                   | 横須賀のドブ板通りに住むジミーの彼女 不良であった自分を立ち直らせたジミーとの結婚を夢見ている                                             | 神保美喜   |            |
| 横須賀ストーリー         | リカの母                   | 米軍客相手のバーのママ かつて夫が自分とリカを捨ててアメリカに帰った事からジミーと結婚しようとするリカを信じないでいる                     | 神保美喜   |            |
| 戦りつのウィルス         | 新任の刑事部長             | 加納の刑事としての実績を全く認めない上司                                                                                                  | 神保美喜   |            |
| 戦りつのウィルス         | 覆面二人組                 | 国立予防衛生研究所から天然痘のウィルスを強奪し、政府に現金20億円を要求する犯人                                                            | 神保美喜   |            |
| 母！                     | 宮武カツ                   | 宮武の母で終戦直後マーケットを守るためにヤクザ相手に夫と大暴れした過去がある                                                              | 神保美喜   |            |
| 母！                     | リーゼント頭のチンピラ     | 電車内で宮武の母を刺した竜神会組員 | 神保美喜   |            |
| 成金刑事（デカ）         | 俵                         | 埼玉県警から警視庁特犯課へ研修に来た土地成金の刑事 埼玉県警で犯人検挙数がダントツの県警No.1                                               | 神保美喜   |            |
| 治安国家                 | トミ                       | 新宿でラーメン屋台を経営するA国人 母国で強盗を働いた過去があり、ドラゴンが唯一逃した男                                                    | 神保美喜   |            |
| 治安国家                 | ドラゴン                   | A国人の取り締まりのために来日したA国一の銃の名手の凄腕刑事                                                                                | 神保美喜   |            |
| 走れ沙樹！               | 殺人犯二人組               | 相馬重工社長を射殺した暴力団あがりの総会屋                                                                                                | 神保美喜   |            |
| 説得！                   | 阿部道子                   | 暴力団追放のキャンペーンを放送する東日放送のラジオDJ                                                                                      | 神保美喜   |            |
| 説得！                   | 阿部雅彦                   | 阿部道子の弟で竜神会組員 | 神保美喜   |            |
| 24                       |                            | | 神保美喜   |            |
| ローティーン・フィーバー | 清水由美子（ユミ）         | 尾藤に一目惚れして付きまとう14歳の中学2年生                                                                                               | 石坂智子   |            |
| ローティーン・フィーバー | ジェシー                   | ロックグループ・ワイルドピストルズのリードボーカル 日本の女性ファンに手を出す外タレ                                                       | 石坂智子   |            |
| 逃亡者！                 | 東(西村)                   | 駅前の新聞店に住み込みで働く好青年 大学球界の星でドラフト一位候補であったが親友の内ゲバに巻き込まれ殺人を犯して逃亡した元城南大学のエース | 石坂智子   |            |
| 復職！                   | 武装銀行強盗団三名         | 対戦車ミサイルドラゴンを使用して各銀行を襲撃する武装グループ                                                                              | 石坂智子   |            |
| わたしは刑事！           | 倉田                       | 1歳になる一人娘明子と暮らす高浜化学工場の夜警のガードマン                                                                                 | 石坂智子   |            |
| 失われた記憶             | ルミ                       | 神奈川県警の婦警 佐賀県の田舎の幼なじみであるユタカと偶然再会して付き合う                                                                 | 石坂智子   |            |
| 失われた記憶             | ユタカ                     | ルミと同郷で幼なじみである浜追組のチンピラ                                                                                                | 石坂智子   |            |
| 失われた記憶             | 三人の死刑囚               | 山口の刑務所から脱獄し、記憶喪失の三森を人質に取る脱獄囚                                                                                  | 石坂智子   |            |
| 25                       |                            | | 石坂智子   |            |
| 馬はみていた！           | トウショーオー             | 大変な暴れ馬であったが天才ジョッキー・福崎と組んで連戦連勝となった競走馬                                                                  | 石崎はるこ |            |
| 馬はみていた！           | 川瀬                       | 後輩の福崎に抜かれて妬みにもち毒殺する同きゅう舎の先輩騎手                                                                                | 石崎はるこ |            |
| 野良犬！                 | 風間健介                   | 西谷と面識のある元刑事の始末屋（便利屋） 殉職した城と瓜二つの顔を持つ                                                                     | 石崎はるこ |            |
| 初めての銃弾             | 鉄砲玉                     | 沙樹の父親である竜神会組長を狙う関西系の暴力団が送り込んだ鉄砲玉                                                                          | 石崎はるこ |            |
| さらばアウトロー         | 太刀                       | 3年前にヤクザから救ってくれた尾藤に恩を感じる元不良の新任刑事                                                                             | 石崎はるこ |            |
| さらばアウトロー         | 三人の不良外国人           | ディスコでユミをさらい、救出に来た尾藤を射殺する黒人の不良外国人                                                                          | 石崎はるこ |            |
| 六本木市街戦！           | 太刀                       | 殺された尾藤の復讐を誓う新任刑事 | 石崎はるこ |            |
| 六本木市街戦！           | 三人の不良外国人           | 二人は警視庁からマークされている不良外国人 もう一人はダチの軍人で部隊では狂犬扱いされている外道野郎（兵器のプロ）                         | 石崎はるこ |            |
| 古都に燃える！           | 優香                       | 芸者置き屋で世話になる芸者で一本立ちする半玉 金沢で隣に住んでいた尾藤の幼なじみ                                                           | 石崎はるこ |            |
| 古都に燃える！           | 舟倉                       | 韓国－金沢ルートの覚醒剤の売買で裕福になった組織の会長                                                                                    | 石崎はるこ |            |

## 第26巻〜第29巻
| 巻数                           | サブタイトル            | ゲストキャラ | 役柄       | 巻末ゲスト |
| ------------------------------ | ----------------------- | --- | ---------- | ---------- |
| 26                             |                         | |            |            |
| さらば沙樹！                   | スマート爆弾の二人組    | 手製のスマート爆弾で郵便局を襲う強盗犯                                                                                                  | 水島ゆみ   |            |
| さらば沙樹！                   | オイボレ                | 自殺をしようとした老人 | 水島ゆみ   |            |
| 楽園を血にそめて               | 金丸英一                | 妻の復讐に燃える宮武の中学時代の友人 大学で射撃部に籍を置く腕は一級品                                                                   | 水島ゆみ   |            |
| 楽園を血にそめて               | グアムの警官            | 加納と宮武に非協力的であったが彼らを信用して託すグアムの警官                                                                            | 水島ゆみ   |            |
| 楽園を血にそめて               | グアムのチンピラ3人組   | 金丸の女房に手を出したグアムのチンピラグループ 3人の仲間が殺された事から金丸に報復する                                                  | 水島ゆみ   |            |
| ハリケーン・キャティ           | キャティ・クラサワ      | 警視庁特犯課に配属されたハワイ生まれの日系二世の女性刑事 加納に一目惚れし、恋敵の三森と勝負する                                         | 水島ゆみ   |            |
| ハリケーン・キャティ           | 2名の外国人テロリスト   | 武装セスナで東京エコノミー（先進国経済会議）の各国の首脳を襲撃するテロリスト                                                            | 水島ゆみ   |            |
| チンピラ純情                   | ユタカ                  | 三森に片思いする浜追組のチンピラ | 水島ゆみ   |            |
| 27                             |                         | | 水島ゆみ   |            |
| シージャック                   | 蜂須賀                  | 加納や宮武と面識のある浅草署の刑事 | 白石まるみ |            |
| シージャック                   | 夏子                    | 水上バスのコンパニオンである蜂須賀の彼女                                                                                                | 白石まるみ |            |
| シージャック                   | 小谷                    | 夏子にフラれた浅草に住む彼氏 村井と田代の同級でシージャックの仲間に加わる                                                               | 白石まるみ |            |
| シージャック                   | 村井 田代               | 刑務所出所後に小谷を引き入れて5億円を要求するシージャック犯                                                                             | 白石まるみ |            |
| 人質！                         | 沢木                    | 加納の同期の機動隊員 赤坂のマンション篭城事件で殉職                                                                                     | 白石まるみ |            |
| 人質！                         | 沢木の妻                | 殉職した夫の前で犯人擁護の発言をした人質の主婦の命を狙う妻                                                                              | 白石まるみ |            |
| 人質！                         | 人質の主婦              | 犯人擁護の発言をした事から沢木の妻に命を狙われる主婦                                                                                    | 白石まるみ |            |
| アフリカからの客               | アデン                  | 別名“アフリカの暴れん坊”といわれた独裁政権のムガンダ元大統領                                                                            | 白石まるみ |            |
| 二代目の座                     | 船木                    | 加納に沙樹と一緒になって組を継ぐよう画策する竜神会の若頭                                                                                | 白石まるみ |            |
| スキャンダル                   | ゆうきラン              | 日米合作ミュージカル映画のヒロインに抜擢された元スター歌手で宮武に惚れたタレント                                                        | 白石まるみ |            |
| スキャンダル                   | トップ屋                | ゆうきランとの密会をネタに宮武に押収した麻薬の返却を要求する麻薬の流し元のトップ屋                                                      | 白石まるみ |            |
| 28                             |                         | | 白石まるみ |            |
| 山中の一夜                     | 加納錠治 三森竜子       | 宮武の粋な計らいで山中に置き去りされるも集中豪雨に遭い、山小屋で一夜を共にする二人                                                      | 八木美代子 |            |
| 姿なき恐喝者                   | 新見圭二                | 谷松町のガスタンクに爆弾を仕掛けて10億円を要求する犯人                                                                                  | 八木美代子 |            |
| 甲子園！                       | 赤間ゲン                | 甲子園出場を果たした西南高校の元野球部員 現在は新宿でトグロをまくワルのアタマ                                                           | 八木美代子 |            |
| 犯人（ホシ）がそこにいる！     | フリントロック          | 本国イギリスではB・C・Rと人気を二分にするアイドルグループ                                                                               | 八木美代子 |            |
| 犯人（ホシ）がそこにいる！     | アッコ                  | 殺人犯を目撃したフリントロックファンの女の子                                                                                            | 八木美代子 |            |
| 犯人（ホシ）がそこにいる！     | 強盗殺人犯              | サイレンサーを使用して自分の顔を見たアッコの命を狙う男                                                                                  | 八木美代子 |            |
| 嫉妬！                         | 黒スーツに黒メガネの4人 | 三森の命を狙う賭博組織の男たち | 八木美代子 |            |
| パニックコースター             | 木下敬二                | 5歳になる一人息子が病死したショックで米軍から盗難した新型爆弾を平伸公園遊園地のループコースターに取り付け、無差別殺人を企む錯乱状態の男 | 八木美代子 |            |
| 声なき説得                     | チヨ                    | ひとり息子のタケシが出所するのを楽しみにしている野菜の行商のオバちゃん                                                                  | 八木美代子 |            |
| 声なき説得                     | タケシ                  | 関東少年院を脱獄したチヨのひとり息子 | 八木美代子 |            |
| 凶銃・ミッドナイト・スペシャル | 後藤                    | 拳銃暴発事件を担当する警視庁の鑑識課の長                                                                                                | 八木美代子 |            |
| 29                             |                         | | 八木美代子 |            |
| イエロードッグ                 | スーザン                | 加納の相棒を任されたサンフランシスコ市警本部女性刑事                                                                                    | 平松伸二   |            |
| イエロードッグ                 | ジャクソン              | 加納に非協力的なサンフランシスコ市警本部刑事長（デカチョウ）                                                                            | 平松伸二   |            |
| まつ女！                       | 隣席の老紳士            | 帰国機内の加納の隣席に座っていた老紳士 青雲の志で外国へ飛び出し、50年ぶりに帰国する老紳士                                               | 平松伸二   |            |
| まつ女！                       | 志乃                    | 50年前に別れた老紳士の元恋人 老紳士との結婚を夢見て老衰死するまで独りで生きてきた老婆                                                   | 平松伸二   |            |
| 白日のもとに！                 | 三名の自衛隊員          | 他人に成りすまして陸上自衛隊に入隊した過激派 身元がバレた事から都内を戦車 で出撃する                                                    | 平松伸二   |            |
| ウェディングベルの中で！       | 二名の警察官            | 加納の結婚式の迎えに同行する警察官 殺された同志の復讐をする警察官の過激派                                                               | 平松伸二   |            |